# Jess Cliffe
Jess Cliffe var med til at lave first person shooter-spillet Counter Strike: Source sammen med Minh Le (Gooseman). Han arbejder desuden for Valve som spildesigner.

## Liv
Han voksede op i New Jersey og gik til North Hunterdon High School i Annandale, før han gik på Virginia Tech 1999 til 2003. Efter han var færdig med uddannelse, fik han et job for spilfirmaet Valve Software, og fik arbejde som spildesigner for dem, og så arbejder også med at lave flere baner til spillet Half-life 2: Deathmatch.
 Der er for få eller ingen kildehenvisninger i denne artikel, hvilket er et problem. Du kan hjælpe ved at angive troværdige kilder til de påstande, som fremføres i artiklen.